# アテナ (ゲーム)
『アテナ』（ATHENA）は、1986年7月にSNKより発売されたビデオゲーム、および、同ゲームの主人公の名前。
後に日本国内、北米にてファミリーコンピュータ用ソフトとして移植された他、欧州ではAmstrad CPC、コモドール64、ZX Spectrumにて移植された。
アーケード版は後にPlayStation Portable用ソフト『SNKアーケードクラシックスゼロ』（2011年）に収録された他、2018年にはPlayStation 4、Nintendo Switch用ソフトとしてアーケードアーカイブスにて配信された。

## 概要
1986年にアーケードゲームとしてリリースされた、アイテム取得による成長要素を含んだアクションRPG。主人公・アテナ姫を操作して、敵を倒してアイテムを取得してキャラクターを強化しつつ、各面のボスおよび最終ボスの打倒を目指す。
残機制、全8面構成。2人交互プレイ可能。

## ゲーム内容

### システム
8方向レバー＋ジャンプボタン・バトルボタン(攻撃)を用いてアテナ姫を操作する。
ゲーム開始時点では、アテナ姫は見た目どおりの丸腰であり、ジャンプ性能も貧弱で初期攻撃はリーチの短いキック攻撃のみであるため非常に弱い。厳しい戦いを勝ち抜くためには、フィールド上のあちこちに存在する破壊可能な岩壁のブロックに隠された装備アイテムを取得し、装備のランクを上げることでキャラクターを強化していく必要がある。
装備の強化は、装備中のものと同一系統の装備アイテムのランクが上のものを取るか、強化用のアイテムを取ることによって行う。各種装備アイテムの保持および任意変更はできず、ランクの上下にかかわらず、新しい装備を取得すると古い装備は消滅する。
本作には落下穴はないため穴に落ちてミスになることはないが、代わりに全ての所持アイテムを剥奪された上でスタート地点に強制送還されてしまう罠の穴が存在する。
ダメージを受けてライフが0になるか、制限時間が0になるとミスとなり、残機が0になった時点でゲームオーバー。ミス後はステージ冒頭もしくは中間地点から再開となり、ゲームオーバー後は第1ステージからの再開となる。

## 設定

### ストーリー
アーケード版リリース時点で設定の異なる2つのストーリーが存在する。1つは幻想界に迷い込んでしまったため帰還を目指すという設定であり、移植版においてはアーケードクラシック0のマニュアルではこの設定を採用している。もう1つはヒマつぶしに幻想界に乗り込み魔王打倒を目指すというもので、ファミコン移植版で採用された他、多くの移植版の宣伝やマニュアルにおいてもこちらの設定が採用されている。

#### 設定1
幻想界と呼ばれる不思議な世界に迷い込んでしまったアテナ姫は、この世界に長く滞在すると命の危険があると知り、手段を選ばず弱い魔物から武器や金を強奪し8つの世界をそれぞれ支配する8つの強大な魔物を倒し元の平和な世界への帰還を目指す。

#### 設定2
とても元気で冒険好きなビクトリー国の王女アテナは城の退屈な生活に飽きてしまい、かつて先祖が倒し封印した魔王ダンテの存在を思い出す。魔王ダンテが封印された世界「幻想界」につながる開かずの扉、王女は迷うことなく扉を開き幻想界へと旅立つ。扉の先の大穴の落下の最中に衣服を失いほとんど裸の状態となってしまったが、魔王ダンテの討伐への意欲は全く失われていない。得意の武術でダンテの手下たちを倒し装備を現地調達する。王女アテナの冒険が始まった。

### ステージ構成
森の世界
第1ステージ。木々が生い茂る大森林。
洞窟の世界
第2ステージ。海へとつながる鍾乳洞。
海の世界
第3ステージ。地上から海底へと進む。海中では動きが鈍くなる。
空の世界
第4ステージ。山岳を舞台に空中を進んでいく。
氷の世界
第5ステージ。氷に包まれた世界。
地獄の世界
第6ステージ。死後の世界に見えるが、実際はダンテが作り出した世界。
迷宮の世界
第7ステージ。ティターンが捕らわれている。ボスは存在しない。
攻撃すると魔王の竪琴をドロップする。
最後の世界
最終ステージ。今まで倒してきたボスが再登場するボスラッシュの先に帝王ダンテが待ち受けている。

## キャラクター

### 主人公
アテナ姫
好奇心旺盛かつ冒険好きな性格で退屈を何よりも嫌う、ビクトリー王国のプリンセス。退屈しのぎに悪の帝王ダンテを叩きつぶすべく、自ら開かずの間の扉の奥に広がる幻想界へと飛び込んでいった。
扉に飛び込んだ拍子に服が脱げ落ちてあられもない姿になってしまうも臆することなく、様々な武具やアイテムの力を駆使して果敢に突き進んでいく。
続編『サイコソルジャー』および『ザ・キング・オブ・ファイターズ』シリーズの登場人物・麻宮アテナの先祖で、彼女の持つサイコパワーのルーツとなった人物である。

### サブキャラクター
守護神ティターン
迷宮の世界に囚われている女神。彼女のいる場所に到達すると専用のBGMと共に姿を現し、クリアのために取得必須のアイテムを置いて姿を消す。
彼女に攻撃すると全ての装備を剥奪するマイナスアイテムを落として消えてしまう。

### 敵キャラクター
ハマドリュアス
森の世界のボス。巨木の姿をしたモンスター。自身はその場から動けないが、枝の触手を振り回しながら口から炎を連続で吐き出す。
ゴーレム
洞窟の世界のボス。石像の姿をしたモンスター。両手をロケットパンチのように飛ばしつつ突進で攻撃してくる。
ネプチェーン
海の世界のボス。巨大なタコの姿のモンスター。攻撃パターンはハマドリュアスとほぼ同じ。
キマイラ
空の世界のボス。三つ首のドラゴン。上下に飛びながら炎を吐いて攻撃してくる。
グリュプス
氷の世界のボス。一つ目のモンスターで、その場に留まりながら弾をばら撒いてくる。
マドー
地獄の世界のボス。一つ目のモンスターで自在に姿を消しながら弾を放ってくる。不死身の肉体を持つため、特定のアイテムを持っていないと倒せない。
帝王ダンテ
最終ボス。獣の下半身と三つの頭を持ち、剣と盾を携えた幻想界の支配者。剣を振って弾を放ち、両腕を破壊されると頭部を本体から分離させ、宙を飛び回りながら襲ってくる。

## 他機種版
| No. | タイトル                        | 発売日                        | 対応機種                             | 開発元           | 発売元           | メディア                            | 備考                                 |
| --- | ------------------------------- | ----------------------------- | ------------------------------------ | ---------------- | ---------------- | ----------------------------------- | ------------------------------------ |
| 1   | アテナ                          | 1987年6月5日 1987年6月        | ファミリーコンピュータ               | SNK              | SNK              | 1メガビット ロムカセット            |                                      |
| 2   | Athena                          | 1987年                        | Amstrad CPC コモドール64 ZX Spectrum | Imagine Software | Imagine Software | フロッピーディスク                  |                                      |
| 3   | SNK 40th Anniversary Collection | 2018年11月13日 2018年11月16日 | Nintendo Switch                      | Digital Eclipse  | NIS America      | Switch専用ゲームカード ダウンロード | ファミコン版、アーケード版が含まれる |
| 4   | SNK 40th Anniversary Collection | 2019年3月19日 2019年3月22日   | PlayStation 4                        | Digital Eclipse  | NIS America      | BD-ROM ダウンロード                 | ファミコン版、アーケード版が含まれる |
| 5   | SNK 40th Anniversary Collection | 2019年5月3日                  | PlayStation 4                        | Digital Eclipse  | Other Ocean      | ダウンロード                        | ファミコン版、アーケード版が含まれる |
| 6   | SNK 40th Anniversary Collection | 2019年6月7日                  | Windows                              | Digital Eclipse  | SNK              | ダウンロード（STEAM）               | ファミコン版、アーケード版が含まれる |

ファミリーコンピュータ版
アーケード版から一部、仕様変更が施されており、一部BGM・アイテムの削除およびファミコン独自アイテムの追加、マップ構成の変更、エンディングメッセージの削除などの変更点が多い。
特典として、続編『サイコソルジャー』のテーマソングなどが収録されたカセットテープが付属した。歌手はアイドルの清水香織。
元々はディスクシステム向けに発売が予定されていたが、後にファミコンカセットに変更となった。
ディスクシステム版の告知時に「アテナ、もうすぐ15歳」とあり、アテナの年齢設定が14歳であった。
本作発売時に放映されたCMは、手描きアニメーションで動くアテナ姫とプレイ映像を組み合わせたものとなっており、BGMは『サイコソルジャー』のテーマソングが用いられている。

## 移植版
| No. | タイトル                        | 発売日                                       | 対応機種             | 開発元          | 発売元        | メディア                            | 備考                                 |
| --- | ------------------------------- | -------------------------------------------- | -------------------- | --------------- | ------------- | ----------------------------------- | ------------------------------------ |
| 1   | SNKアーケードクラシックスゼロ   | 2011年4月21日                                | PlayStation Portable | G1M2            | SNKプレイモア | UMD ダウンロード                    |                                      |
| 2   | アテナ                          | 2011年7月19日 2011年9月7日                   | PlayStation Portable | SNKプレイモア   | SNKプレイモア | ダウンロード                        |                                      |
| 3   | アーケードアーカイブス アテナ   | 2018年12月13日                               | Nintendo Switch      | ハムスター      | ハムスター    | ダウンロード                        |                                      |
| 3   | アーケードアーカイブス アテナ   | 2018年12月13日 2018年12月19日 2019年12月19日 | PlayStation 4        | ハムスター      | ハムスター    | ダウンロード                        |                                      |
| 4   | SNK 40th Anniversary Collection | 2018年11月13日 2018年11月16日                | Nintendo Switch      | Digital Eclipse | NIS America   | Switch専用ゲームカード ダウンロード | ファミコン版、アーケード版が含まれる |
| 5   | SNK 40th Anniversary Collection | 2019年3月19日 2019年3月22日                  | PlayStation 4        | Digital Eclipse | NIS America   | BD-ROM ダウンロード                 | ファミコン版、アーケード版が含まれる |
| 6   | SNK 40th Anniversary Collection | 2019年5月3日                                 | PlayStation 4        | Digital Eclipse | Other Ocean   | ダウンロード                        | ファミコン版、アーケード版が含まれる |
| 7   | SNK 40th Anniversary Collection | 2019年6月7日                                 | Windows              | Digital Eclipse | SNK           | ダウンロード（STEAM）               | ファミコン版、アーケード版が含まれる |

## 開発
当時としては珍しい女性主人公の採用は市場を意識してのことではなく、プランナーの趣味によるもの。その一方で水着（下着）姿から始まるのは装備を得てパワーアップするというシステムからの必然性によるものであり、スケベ心からのものではない。また、キャラクターイラストは比較的早く出来上がったが、1ドットの違いで体型に大きな差が出てしまい、色数も当時は少なかったためドットで可愛く描くのに苦労したと開発者は語っている。

## 評価
ファミリーコンピュータ版
- ゲーム誌『ファミコン通信』のクロスレビューでは、7・7・7・7の合計28点（満40点）となっている。レビュアーの意見としては、「ゲーセン版をなかなか忠実に移植してあっていいと思う」、「グラフィックはダサくて味がある」などと評されている。
- ゲーム誌『ファミリーコンピュータMagazine』の読者投票による「ゲーム通信簿」での評価は以下の通りとなっており、17.49点（満30点）となっている。

| 項目 | キャラクタ | 音楽 | 操作性 | 熱中度 | お買得度 | オリジナリティ | 総合  |
| 得点 | 3.41       | 2.92 | 2.71   | 2.91   | 2.67     | 2.87           | 17.49 |
キャラクター
キャラクターとしてのアテナはゲーメスト企画ギャルズアイランドで総合13位、同ギャルズアイランド2では（投票において区別がついていなかったため）麻宮アテナと合わせて総合12位にランクインしている。
1987年ゲーメスト大賞のベスト・キャラクター賞ではやはり「アテナ・麻宮アテナの区別がはっきりしないため」として麻宮アテナと合わせて総合1位となっている。ただし、1986年作品のアテナは当該年度の投票対象作品リストにはタイトルが記載されておらず、投票対象作品にアテナ姫がゲスト出演している作品も存在しないため投票対象外キャラクタ―である。

## 携帯アプリシリーズ

### アテナ フルスロットル
2006年に携帯電話ゲームとしてリリースされた。ストーリーはアーケード版の後日談となっており、直接の続編に当たる。システムは携帯電話向けに簡略化され、キャラクターをコスプレさせて鑑賞するコスプレモードの搭載など、今の時代に合わせたアレンジが加えられている。
キャラクターデザインは『ティンクルスタースプライツ』『どきどき魔女神判!』のキャラクターデザインを担当した藤ノ宮深森がリファインを手がけた。
アーケード版の稼動時に配布された公式攻略冊子を意識した攻略マニュアル書が本作リリース時にも配布されている。
ストーリー
幻想界での冒険から帰還した後、アテナ姫は城のオババとお目付け役の魔法使いヘレネに見張られながら再び退屈な日々を送っていた。
退屈を我慢し切れず、懲りずに開かずの扉に近づこうとしてヘレネに止められたアテナ姫は、一計を案じ、ヘレネを強引に引っ張りこんで開かずの扉に飛び込んでしまう。
こうして、アテナ姫はヘレネと共に新たな異世界・天夢界へ旅立ち、ビクトリー王国を襲う新たな危機に立ち向かうのであった。

#### 新キャラクター
ヘレネ
ビクトリー国王より、アテナ姫のお目付け役を仰せつかった王宮魔法使い。性格はおっとりしているが芯は強く、魔法の力も絶大。
懲りずに開かずの間に近づこうとするアテナ姫を止めようとしたものの、逆に引きずり込まれてしまい、ビキニ姿のあられもない姿でアテナ姫の冒険のお供をする羽目になってしまった。
服装はアテナ姫同様ビキニ姿だが、アテナ姫の赤の三角ビキニに対し、白のホルターネックとなっている。

### アテナ フルスロットル ウィニング魔女学園騒動記
2007年に発売された上記作品の続編。

## 客演作品
『ベースボールスター めざせ三冠王』
SNKが1989年に発売したファミリーコンピュータ用野球ゲーム。アテナはSNKバタリアンズのエース扱い。当時雑誌広告には様々なバージョンが存在したが、アテナが出演している広告では頭身の高いアテナがビキニ姿のイラストで登場。
『ザ・キング・オブ・ファイターズ2000』
初代のアテナがストライカー専用キャラクターとして登場。本作でのデザインはアーマーを着用した姿。
『SNK VS. CAPCOM SVC CHAOS』
2003年に稼働した本作ではビキニ姿で登場。本作では「天界の守護者」という設定になっている。条件を満たすことで出現する隠しボスの1人。アーケード版と家庭用ネオジオ版ではCPU専用キャラクターだが、PlayStation 2版とXbox版では条件を満たすことによってプレイヤーキャラクターとしても使用可能。
『ネオジオバトルコロシアム』
2005年に稼働した本作でも『SVC CHAOS』と同じく初代のアテナが登場。『SVC CHAOS』とは性能が大きく異なる。本作では隠しキャラクターで、条件を満たすことによってプレイヤーキャラクターとして使用可能だった（現在はAW-NETのサービス終了により不可能）。本作におけるアテナのバックストーリーは『SVC CHAOS』の後日談的な形で続いている。

## 関連作品

### コンピュータゲーム
『サイコソルジャー』（1987年）
『アテナ』の続編。テーマソングを清水香織が歌っている。主人公は1Pがアテナの子孫、麻宮アテナ。2Pは椎拳崇。2人とも超能力を持つ設定である。

『Days of Memories 〜世界で一番熱い冬〜』（2009年）
携帯電話アプリゲームで展開する『Days of Memories』シリーズの9作目『Days of Memories 〜世界で一番熱い冬〜』のニンテンドーDS移植版に、初代のアテナをモデルにしたキャラクター「初代（はつしろ）アテナ」が登場する。本作には麻宮アテナも登場しており、初代アテナは麻宮アテナの従姉妹という設定。

### 小説
アーケード版『アテナ』を題材とした小説。ハーヴェスト出版より2009年8月15日に発売された。文は七烏未奏 with 企画屋、イラストはミヤスリサが担当。物語のラストで続編ゲーム『フルスロットル』に繋がる描写も挿入されている。

### その他
攻略本は3社から発売された。表紙イラストは講談社は鎧を着用した姿、徳間書店とJICC出版はビキニ姿のオフィシャルイラストを掲載している。このうちJICC版は漫画家のDONKEYが漫画などを描いており、右上のパラパラ漫画にセクシーな要素が入っている。商業品でアテナを描いたプロの漫画家には他に森野うさぎがおり、他の漫画家による攻略漫画やゲームブックも存在している。
ビキニ姿のアテナはフィギュアも発売された。旧作そのままではなくデザインにアレンジが加えられている。